# Костянтин III (король Шотландії)
Костянтин III Лисий (970/971-997) — король Шотландії з 995 до 997 року. Представник династії МакАльпінів.

## Життєпис
Був сином Куїлена, короля Шотландії. Про молоді роки його майже немає відомостей. Він жив у часи постійної боротьби між старшої та молодшої гілками династії МакАльпінів за владу над країною.
У 995 році Костянтин організував вбивство короля Кеннета II й став новим володарем Шотландії. Утім проти нього відразу підняв повстання Кеннет, син короля Даба. Між ними досить довго точилася боротьба й вирішальна битва відбулася у 997 році при Ратинверамонді поблизу міста Перт. У цій битві війська короля Костянтина III зазнали нищівної поразки, а він сам загинув.
Костянтин III був останнім представником лінії, що вела свій родовід від Аеда, короля Шотландії.